# World Youth Games
World Youth Games, på svenska; världsungdomsspelen, var ett internationellt multi-sportsevenemang för idrottare under 17 år. Evenemanget planerades att hållas var fjärde år, men de enda spelen var i Moskva 1998.. 
2007 meddelade IOK att de från och med 2010 skulle arrangera olympiska spelen för ungdomar, med Singapore som första arrangör, då de slog Moskva i omröstningen. Dessa motsvarar World Youth Games. 

## Spel
- World Youth Games 1998